# 龍田静枝

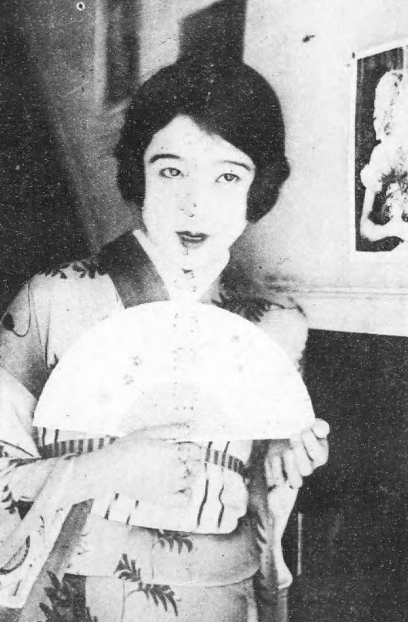
1928年

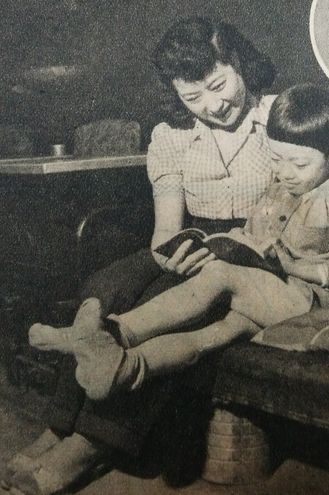
1948年

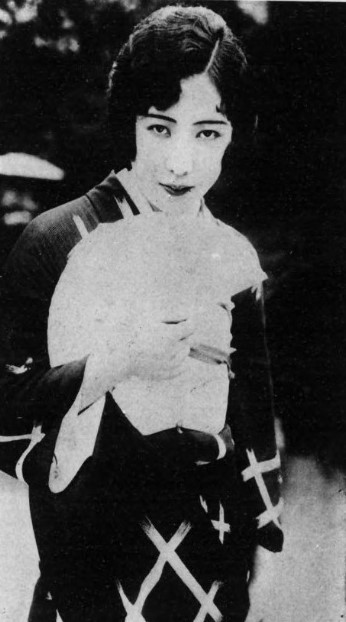
1928年

龍田 静枝（たつた しずえ、1903年2月11日 - 1962年1月21日）は、大正末期から昭和初期のサイレント映画で活躍した女優である。本名塩野 静枝（しおの - 、旧姓）、山形県出身。

## 来歴・人物

### 諸説ある女優以前
女優以前の経歴には不明な点が多く、複数の説がある。
1903年（明治36年）2月11日、山形県南村山郡堀田村（現在の上山市金瓶）で生まれる。「1906年（明治39年）山形市生まれ」説あり。
山形高等小学校（旧制、現在の山形市立第一山形小学校）を卒業後、山形高等女学校（現在の山形県立山形西高等学校）卒業の説、米沢高等女学校（現在の同県立米沢東高等学校）卒業の説あり。
上京して日本女子大学に入学するも写真家を目指して中退、いっぽう「17歳で結婚、直後に夫病死、1923年（大正12年）母とともに上京」説あり。
また、上京後に関しては、「青山脳病院」に看護師として勤め、同病院の創立者の養子であり、同病院の医師である歌人の斎藤茂吉と同郷（茂吉は金瓶村出身）のよしみで茂吉に可愛がられ、1917年（大正6年）の自らの長崎医学専門学校（現在の長崎大学医学部等の母体）への教授としての赴任時に、茂吉は龍田をアシスタントとして同行させようとしたが、周囲に反対されたとされるが、現存する資料上では当時龍田は14歳（あるいは11歳）ということになる。

### 女優以降
関東大震災後の1924年（大正13年）5月、21歳で京都入りし、現代劇の「小笠原プロダクション」に入社する。その後、東京のタカマツ・アズマプロダクションでの時代劇を経て、松竹に所属。70本近くの映画作品に出演している。松竹蒲田のスターとして、島津保次郎の作品に多く主演したほか、五所平之助、斎藤寅次郎、成瀬巳喜男、小津安二郎らの監督作に出演した。サイレント映画において、大正時代のモダンガールを象徴する女優であった。
1928年（昭和3年）1月に撮影を開始した阪東妻三郎の現代劇主演第1作『霊の審判』で相手役に起用されたが、龍田の病気のため撮影中止に至る。同作は伊藤好市が「朝日新聞」に連載した写真物語を江川宇礼雄が脚色、枝正義郎が監督という構えの異色作で、この中止決定は当時「本年度の痛恨事」といわれた。
通算10年ほどの女優歴を経て、トーキー出現とともに、33歳になる1936年（昭和11年）に松竹を退社、引退した。引退後は銀座にバーを開いた。1938年（昭和13年）、東京日本橋の高級家具商・池田愛吉と結婚、その後一児をもうけた。
1962年（昭和37年）1月21日、世田谷区奥沢2丁目の自宅で死去。58歳没。

## 主な出演作品
- 1924年　久遠の響　監督トーマス・栗原　※小笠原プロダクション、デビュー作
- 1924年　海賊島　監督小笠原明峰　※小笠原プロ
- 1924年　落葉の唄　監督小笠原明峰　※小笠原プロ
- 1925年　虚栄は地獄　監督・主演内田吐夢　※朝日キネマ合名社
- 1926年　涙の黎明　監督友成用三　※タカマツ・アズマプロダクション
- 1927年　涙　監督井上金太郎　※マキノ・プロダクション御室撮影所名義（マキノ東京派）
- 1927年　新珠　監督島津保次郎、原作菊池寛　　※松竹蒲田撮影所 （以下同）
- 1927年　海の勇者　監督島津保次郎、原作菊池寛
- 1927年　恋を拾った男　監督島津保次郎、原作桝本清
- 1928年　弱き人々　監督・原作島津保次郎
- 1928年　春ひらく　監督・原作島津保次郎
- 1930年　結婚学入門　監督小津安二郎
- 1930年　姉妹篇　監督野村芳亭
- 1930年　新編・己が罪作兵衛　監督佐々木恒次郎
- 1930年　お嬢さん　監督小津安二郎
- 1931年　愛よ人類と共にあれ 前篇日本篇 / 後篇米国篇　監督島津保次郎
- 1933年　花嫁の寝言　監督五所平之助
- 1935年　おやぢ教育　監督宗本英男　※最終作

## 註
1. 1 2 3 4 5 6 7 8 9  『日本映画俳優全集・女優編』（キネマ旬報社、1980年）の「龍田静枝」の項（p.424-425）を参照。同項執筆は田中純一郎・奥田久司。同項の編集には、編集当時の遺族の証言が反映されている。
2. 1 2 3 4  石川衆一『映画スター竜田静枝の生い立ち』（タウン誌「やまがた散歩」、1983年8月号）の記述を参照。「#山形新聞記事」に部分的引用が読める。
3. ↑  龍田の山形高等小学校在籍時、母が同校の教諭であった田中邦太郎の証言による。「#山形新聞記事」の記述を参照。
4. ↑  『昭和4年度「日本俳優名鑑」映画俳優の部』（『芝居とキネマ』誌、1929年1月号新春付録、大阪毎日新聞社刊）の記述を参照。1070.jpgでその抜粋が読める。なお同資料では年齢は「数え年」に統一されている。
5. ↑  茂吉の子息斎藤茂太著『茂吉の体臭』（岩波現代文庫、2000年 ISBN 4006020201）の記述による。「#山形新聞記事」に部分的引用が読める。

### 山形新聞記事
- 【山形と映画】山形出身の女優・龍田静枝[リンク切れ]（山形新聞、2007年9月10日朝刊掲載）

「山形国際ドキュメンタリー映画祭2007」の特集記事であり、同映画祭特集プログラム「やまがたと映画」で、龍田の出演作『虚栄は地獄』、『己が罪作兵衛』を上映した。両作は、同年10月7日に「やまがた美女列伝」と題して、山形市中央公民館でも上映された。